# Якоулт
Я̀коулт (на английски: Yacolt) е град в окръг Кларк, щата Вашингтон, САЩ. Якоулт е с население от 1055 жители (2000) и обща площ от 1,3 km². Намира се на 217 m надморска височина. ЗИП кодът му е 98675, а телефонният му код е 360.